# Arnett Nelson
Arnett T. Nelson (* 3. März 1892 in Ellisville (Missouri); † 14. März 1959 in Chicago) war ein US-amerikanischer Musiker (Tenor- und Altsaxophon, Klarinette), der in den 1920er- und 1930er-Jahren bei zahlreichen Jazz- und Blues-Aufnahmen mitwirkte.

## Leben und Wirken
Nelson wuchs in der Nähe von Laurel (Mississippi) auf und diente 1917 im Ersten Weltkrieg. Erste Auftritte hatte er in der Band des Vaters von Lee Collins, spielte dann in den 1920er-Jahren bei Jimmy Wade, mit dessen Moulin Rouge Orchestra (u. a. mit Eddie South und Teddy Weatherford) 1924 erste Aufnahmen entstanden. außerdem in dieser Zeit mit Perry Bradford, Frankie „Half Pint“ Jaxon (1929), in den 1930ern auch mit Ike Smith and His Chicago Boys, den Chicago Rhythm Kings (u. a. mit Jimmy Bertrand),  den Washboard Rhythm Kings („Please Come Down to My House“), den Harlem Hamfats (alias State Street Swingers in „Chicago Rhythm“, 1936) und mit den Kansas City Tin Roof Stompers.
Ferner nahm Nelson unter eigenem Namen auf, als Arnett Nelson & His Hot Four, zu denen Casey Bill Weldon, Big Bill Broonzy, Black Bob Hudson und Bill Settles gehörten („You Waited Too Long“, 1936), als King Mutt and His Tennessee Thumpers (u. a. mit Frank Melrose, Jimmy Blythe und Al Miller). Außerdem begleitete er  bei Plattenaufnahmen Lil Johnson, Bumble Bee Slim („Slave Man Blues“, 1936), Tampa Red („Blue and Evil Blues“), Leonard Scott, Lorraine Walton, Washboard Sam („Phantom Black Snake“, 1938), Victoria Spivey und deren Schwester Sweet Pease Spivey (alias Hannah May & the State Street Four) sowie mit Red Nelson & His Washboard Band und Mary Mack & the State Street Swingers. Im Bereich des Jazz war er zwischen 1923 und 1937 an 34 Aufnahmesessions beteiligt. In den Jahren nach 1940 untergrub fortschreitend Alkoholismus Nelsons Gesundheit und drosselte seine professionellen Aktivitäten.
Nelson schrieb mit Charley Straight den Song „Buddy’s Habits“, von welchem nach Tom Lord 206 Versionen aufgenommen wurden, u. a. von King Oliver (1923), The Bucktown Five (mit Muggsy Spanier, 1924), Red Nichols (1926), Buddy Featherstonhaugh (1943), später auch von Humphrey Lyttelton, Sidney Bechet, Claude Luter, der Dutch Swing College Band, Cy Laurie, Alex Welsh und Kenny Ball gecovert wurde.
Allmusic vergleicht Nelson mit den frühen Jazzklarinettisten Wilbur Sweatman, Volly DeFaut, Wilton Crawley, Johnny Dodds, Arville Harris, Jimmy O’Bryant und Mezz Mezzrow.

## Diskographische Hinweise
- Arnett Nelson & The Rhythm Kings: When the Music Sounds Good 1935-1938 (Magpie Records, ed. 1978)
- Washboard Sam, Big Bill Broonzy, Memphis Slim, Roosevelt Sykes, Arnett Nelson: Vol. 1 (1937-1947) (RST Records, ed. 1990)